# Consejos de un discípulo de Morrison a un fanático de Joyce
Consejos de un discípulo de Morrison a un fanático de Joyce es una novela escrita en forma conjunta por el escritor chileno Roberto Bolaño y el español A. G. Porta, terminada de escribir en 1983 y publicada inicialmente en 1984, año en que fue galardonada con el Premio Ámbito Literario, y posteriormente reeditada en 2006 por la Editorial Acantilado, junto con el cuento inédito Diario de bar, también escrito por ambos. Para los dos escritores esta fue la primera novela de su producción.
Inicialmente pensaron en titularla «Flores para Morrison», pero finalmente optaron por este, que refiere tanto a Jim Morrison como a James Joyce, aludiendo a un poema de Mario Santiago Papasquiaro titulado «Consejos de un discípulo de Marx a un fanático de Heidegger».

## Argumento
| «Este es el fin, hermoso amigo Este es el fin, mi único amigo El fin de nuestros planes elaborados El fin de todo lo que crece El fin Sin seguridad ni sorpresa» —epígrafe de Jim Morrison, de la canción The End de The Doors. |

Según el propio Bolaño, en esta novela se habla «de la violencia».
La novela cuenta la historia del narrador y protagonista catalán Ángel Ros y de su novia sudamericana Ana Ríos Ricardi, quienes se ven envueltos en constantes episodios de violencia, al mismo tiempo que Ros reflexiona sobre su obra siempre inacabada, Cant de Dèdalus anunciant fi, cuyo protagonista es Dédalus, inspirado tanto en su propia vida como en la de Ana.
La novela está situada casi en su totalidad en la ciudad de Barcelona, mencionando otros lugares como Gerona o París. Además aparecen fugazmente el mismo Roberto Bolaño y su amigo, el poeta mexicano Mario Santiago Papasquiaro, el primero en la calle Tallers de Barcelona, y el segundo en París, ciudades donde ambos vivieron durante un tiempo en la vida real. Bolaño aparecería más adelante en varias de sus obras bajo el alter ego de Arturo Belano, mientras que con Mario Santiago serían los protagonistas de su novela Los detectives salvajes, adoptando este último el nombre de Ulises Lima.

## Estructura
La novela está dividida en 24 partes breves, terminando con un apéndice. Algunas de las secciones son enteramente narrativas, mientras que otras están escritas enteramente como diálogos o cartas. Las distintas secciones son las siguientes:
| I.    | Ana, su estrategia                     |
| II.   | Turistas veloces                       |
| III.  | Los colegas                            |
| IV.   | Mitos de bolsillo trasero              |
| V.    | Hola, chicos, he vuelto, soy Ángel Ros |
| VI.   | El niño de Sant Boi                    |
| VII.  | Los rodajes                            |
| VIII. | La señora Ricardi                      |
| IX.   | Un encuentro con la poesía catalana    |
| X.    | Ana, su sexualidad                     |
| XI.   | Las perspectivas                       |
| XII.  | Cant de Dèdalus anunciant fi           |
| XIII. | Causas perdidas                        |

| XIV.      | La luna                                                |
| XV.       | Las Ramblas son nuestras                               |
| XVI.      | Joyce en Barcelona                                     |
| XVII.     | Horse Latitudes                                        |
| XVIII.    | Con Borelli                                            |
| XIX.      | Ana, su amor                                           |
| XX.       | Las explosiones del amor                               |
| XXI.      | El guante hidráulico                                   |
| XXII.     | Borradores de una carta inconclusa                     |
| XXIII.    | Una postal                                             |
| XXIV.     | À suivre                                               |
| Apéndice. | Manuscrito encontrado en una bala: Diario de Ángel Ros |

## Diario de bar
El breve cuento Diario de bar, incluido al final de la reedición de la novela de 2006 por la Editorial Acantilado, está situado entre los días jueves 8 y lunes 19 de febrero de 1979 en el invierno de Barcelona. La historia, separada en secciones breves a modo de diario (aunque escrito en tercera persona y con un narrador omnipresente) habla del chileno Mario y sus visitas diarias al bar del español Vila, a través del cual el chileno se entera del suicidio de un coterráneo suyo que vivía muy cerca de allí, lo que había llevado a creer a Vila de que se trataba de él quien se había lanzado del edificio.

## La escritura a cuatro manos
La reedición del libro de 2006 por la Editorial Acantilado incluye un prólogo de A. G. Porta titulado «La escritura a cuatro manos» y firmado en noviembre de 2005, donde se refiere a la manera en que la novela y el cuento fueron escritos por él y Roberto Bolaño. El escritor aclara que Bolaño solía dar distintas explicaciones sobre la confección del libro, lo que había generado altas expectativas sobre el cómo había sido escrito en verdad. Explica que este se escribió mientras él vivía en Barcelona y Bolaño ya había dejado la ciudad para irse a vivir a Gerona. Los Consejos, como le solían llamar y Diario de bar, fueron escritos tras otros intentos de trabajo en conjunto con guiones de cine, un libro de cuentos, y un proyecto de novela inacabada sobre la División Azul llevado a cabo entre enero y octubre de 1986. Más tarde Bolaño propuso también a Porta escribir juntos La literatura nazi en América, pero Porta declinó la invitación y el libro finalmente fue escrito y publicado con Bolaño como único autor.
Aunque A. G. Porta no ha aclarado fehacientemente cómo escribieron la novela, dice que a él se le ocurren solo tres maneras de escribir exitosamente un libro a dúo. Las dos primeras correspondonden a una división de tareas en la que los escritores se reparten la redacción de capítulos, de una manera más o menos esquematizada. La tercera, que «por supuesto, es la verdadera, aunque mi tendencia natural me lleve a olvidar si verdaderamente es la verdadera o si no lo fue ninguna y todas a la vez», consiste en que uno de los dos (en este caso, Porta) escribe el borrador y luego el otro (Bolaño) lo acaba.
Bolaño y A. G. Porta se conocieron en 1978 en las oficinas de La Cloaca, una pequeña editorial de poesía independiente de Barcelona. Por entonces ambos escribían solo poesía, por lo que esta fue la primera novela de ambos. Porta escribió en un cuaderno entre mediados de junio y el 15 de julio de 1979, con 39 grados de fiebre, una primera versión de la obra titulada Flores para Morrison, de 45 páginas en tamaño holandesas (280 × 220 mm). El boceto fue corregido durante los meses siguientes por Porta y bajo las sugerencias de sus amistades que aparecían en el libro, incluyendo a Bolaño. Posteriormente, cuando decidieron continuar juntos, se comunicaron asiduamente por correo postal. La primera carta que conserva Porta de esta correspondencia, fechada en diciembre de 1981, es una enviada por Bolaño en donde le sugiere cambios en los personajes protagonistas. En otra carta de septiembre de 1982, Bolaño le anuncia que va en el capítulo XI, y un mes después, en el XXI de XXIV, estando la novela ya casi acabada. En otra carta de noviembre de 1982, Bolaño decía que le faltaba mecanografiar las últimas cincuenta páginas, y se mostraba inquieto por cierta observación de Porta sobre los primeros capítulos. A fines de año, le escribe preocupado por la manera de hablar como sudamericano del protagonista Ángel Ros, español. Porta afirma que por entonces para él la novela era sólo un juego, pues ya había decidido alejarse del oficio de la escritura, pero que para Bolaño, por el contrario, se trataba de un proyecto serio y profesional.
La escritura de Diario de bar, cuyo primer boceto data de aproximadamente 1979, a diferencia de Consejos está mucho peor documentada. En una carta de Bolaño a Porta de fines de diciembre de 1988, este le dice que recibió el cuento, y que había logrado convertirse en un texto «vivo e inquietante». Años más tarde Bolaño se había olvidado de la existencia del cuento, y Porta ni siquiera concebía haber participado en él, por la manera en que estaba escrito. Este, no obstante, seguramente fue el cuento que sobrevivió a otros proyectos semejantes, uno de los cuales, recuerda Porta, trataba sobre personajes «un tanto peculiares» de La Rambla de Barcelona.

## Recepción y crítica
Esta novela inicialmente pasó casi completamente desapercibida tanto por el público como por la crítica especializada, como todas las obras de Bolaño previas a La literatura nazi en América. Sin embargo, luego de volverse un autor reconocido, algunos críticos comenzaron a analizar y comentar los primeros trabajos del autor.
Así, el crítico chileno Rodrigo Pinto destaca la construcción de personajes que, al mismo tiempo que son capaces de hacer reflexiones literarias, actúan también como psicópatas asesinos, propios de la novela negra, siendo esta una mezcla adelantada a su época, que sólo muchos años después comenzó a abordarse en el cine hollywoodense. Esta última característica de obra adelantada a su tiempo también fue destacada por Ignacio Echevarría.

## Premios
Una vez acabada la novela, Bolaño y Porta comenzaron a buscar un agente literario, a buscar editorial y a enviar copias de la novela a distintos concursos literarios locales: el Café Gijón de novela corta, el Armengot de Castellón, el Ciudad de Barbastro. Fueron rechazados en las editoriales Planeta, Argos Vergara y Noguer, hasta que consiguen el Premio Ámbito Literario de Narrativa 1984, que les permitió publicar la novela ese mismo año en la Editorial Anthropos.

## Adaptación al teatro
Esta novela fue adaptada al teatro bajo la dirección de Fèlix Pons, siendo estrenada en Barcelona en marzo de 2014 en el Teatro Tantarantana.